# Pommeréval
Pommeréval település Franciaországban, Seine-Maritime megyében. Lakosainak száma 513 fő (2022. január 1.). Pommeréval Ardouval, Bully, Fresles, Mesnil-Follemprise és Ventes-Saint-Rémy községekkel határos.

## Népesség
A település népességének változása:
| Lakosok száma | 421  | 444  | 456  | 463  | 475  | 488  | 496  | 507  | 513  |
|               | 2013 | 2015 | 2016 | 2017 | 2018 | 2019 | 2020 | 2021 | 2022 |